# Chaiserstuel
Der Chaiserstuel, auch Chäiserstuel, ist ein Berg in den Urner Alpen, dessen Gipfel auf der Grenze der Kantone Nidwalden und Uri in der Zentralschweiz liegt.
Er hat eine Höhe von 2400 m ü. M. und ist von beiden Kantonen aus besteigbar.

## Umgebung
Nach Nordosten zieht sich der Oberalper Grat zum Bärenstock; etwa in seiner Mitte befindet sich ein recht grosses Loch im Felsen, welches als «Tor» bezeichnet wird.
Der Bergwanderer findet in der Umgebung mehrere Unterkünfte:
- im Kanton Nidwalden auf der Bannalp bzw. in Oberrickenbach
- im Kanton Uri in Gitschenen bzw. Isenthal.

## Karten
- Landeskarte 1:25'000: Blatt 1191, Engelberg
- Landeskarte 1:50'000: Blatt 245 T, Stans

## Nachweise
1. 1 2  Lage & Höhe bei «geo.admin.ch».
2. 1 2  Lage & Beschreibung bei «ortsnamen.ch».
3. ↑  Lage & Höhe bei «geo.admin.ch».
4. ↑  Lage & Beschreibung bei «ortsnamen.ch».